# Geronova lemniskata
Geronova lemniskata (tudi Huygensova lemniskata ali krivulja osmica) je ravninska krivulja, ki ima stopnjo 4 in rod nič. 
Krivuljo je proučeval francoski matematik Camille-Christophe Gerono (1799 – 1891).
Enačba krivulje je:
{\displaystyle x^{4}-x^{2}+y^{2}=0\!\,.}
Enačbo krivulje se lahko parametrizira z racionalnimi funkcijami:
{\displaystyle x={\frac {t^{2}-1}{t^{2}+1}},\ y={\frac {2t(t^{2}-1)}{(t^{2}+1)^{2}}}\!\,.}
To se lahko zapiše tudi kot:
{\displaystyle x=\cos \varphi ,\ y=\sin \varphi \,\cos \varphi =\sin(2\varphi )/2\!\,.}
Dualna krivulja (glej sliko) ima naslednjo obliko:
{\displaystyle (x^{2}-y^{2})^{3}+8y^{4}+20x^{2}y^{2}-x^{4}-16y^{2}=0\!\,.}